# Henriette Michele Akaba Edoa
Henriette Michele Akaba Edoa (* 7. Juni 1992 in Yaoundé) ist eine kamerunische Fußballspielerin.

## Karriere

### Verein

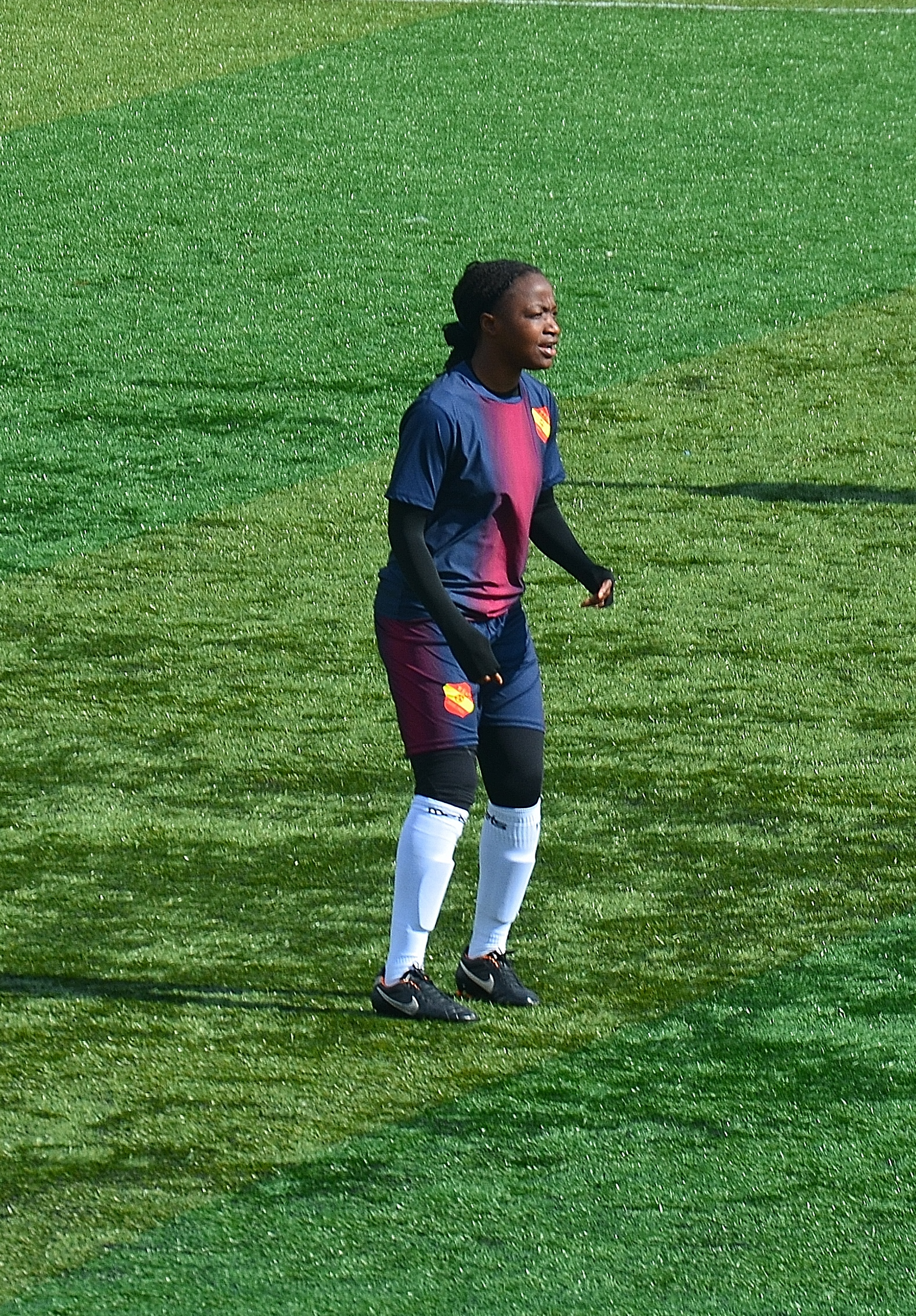
Henriette Edoa, 2016

Akaba startete ihre Karriere mit Amazone FC in Yaoundé. Im Frühjahr 2008 wechselte sie zum Stadtrivalen Lorient FC Yaoundé, wo sie in der Ligue 2 ihr Profidebüt gab. Nach zweieinhalb Jahren bei Lorient FC, wechselte sie im Frühjahr 2010 zum thailändischen Erstliga Verein Bangkok Thonburi Sport Club, wo sie mit ihrer Landsfrau Jeannette Yango zusammenspielte. Nach nur einem Jahr kehrte sie nach Kamerun zurück und unterschrieb bei Canon Sportif Filles de Yaoundé. Im November 2011 verließ sie Canon wieder und unterschrieb bei Louves Minproff de Yaoundé. Im Frühjahr 2012 wechselte sie nach Russland zum UEFA-Women’s-Champions-League-Teilnehmer Energija Woronesch. Nach einem halben Jahr in Russland, kehrte sie im Juni 2012 nach Kamerun zurück und wechselte zu Lorema FC Filles De Yaounde.

## Nationalmannschaft
Edoa spielt seit 2010 für Kamerun. Im Herbst 2011 nahm sie am All African Games Women's Tournament in Maputo teil und stand im erweiterten Kader von Kamerun für die Olympischen Sommerspiele 2012. Für den endgültigen Olympiakader wurde sie nicht nominiert. Im September 2012 kehrte sie in die Nationalmannschaft zurück und nahm am 8. African Women’s Championship in Äquatorialguinea teil.